# 何朕宇
何朕宇（2001年6月28日—），小名何东达，辽宁大连人，中国职业足球运动员，司职前锋，目前效力中超球队长春亚泰。

## 俱乐部生涯

### 
2015年，何朕宇被提拔至U16梯隊。一年後，他在杯賽決賽中罰進了關鍵的，幫助球隊成功收穫冠軍。而到了16歲，何朕宇被提拔至U18梯隊，並提前一年獲得俱樂部的獎學金合同。
在2018年夏天的季前備戰中，17歲的何朕宇被诺茨郡提拔到一隊訓練，並在熱身賽中獲得了出場機會，何朕宇被提拔到一線隊與英格蘭老將一起訓練，並代表诺茨郡在面對萊斯特城的比賽中出場。因為長期在英國俱樂部梯隊接受青訓培養，何朕宇未來將不會受到英國勞工證問題的影響。 
2018年8月11日，从诺茨郡签下了何朕宇，但未公开的转会费。
2018年10月7日，何朕宇在英超U18联赛第7轮对阵的比赛中打进一粒单刀球，这是他代表伍尔弗汉普顿流浪者打进的处子球。
2019年7月29日，2019“鲁能·潍坊杯”国际青少年足球邀请赛小组赛第二轮打响，由伍尔弗汉普顿流浪者U18对战U18，何朕宇禁区弧顶得球后晃开对方2名防守队员抽射破门，帮助伍尔弗汉普顿流浪者2:1反超比分。
2019年9月21日，英超U23第6轮，伍尔弗汉普顿流浪者U23在主场迎来了阿仙奴U23。第85分钟，何朕宇替补登场，继上轮上演U23联赛首秀后连续第二场登场。
2020年4月16日，伍尔弗汉普顿流浪者宣布与U23球员何朕宇续约至2023年。何朕宇本赛季作为伍尔弗汉普顿流浪者U23的常规轮换球员，在英超U23联赛和英格蘭足球聯賽錦標賽中有过6次出场。2月伍尔弗汉普顿流浪者U23的伯明翰杯比赛中，何朕宇打入一记世界波，帮助球队2-0获胜。

### 北京国安
2021年2月26日，何朕宇被伍尔弗汉普顿流浪者外借至中超球队北京国安。2021赛季北京国安的首场比赛——客场2比1输给上海申花的比赛中，在第77分钟替补塞德里克·巴坎布出场，这是他首次为北京国安出场。

## 生涯统计
最後更新：2021年5月4日
| 俱乐部          | 赛季                        | 联赛                        | 联赛 | 联赛 | 足总杯 | 足总杯 | 联赛杯 | 联赛杯 | 其他 | 其他 | 总计 | 总计 |
| 俱乐部          | 赛季                        | 级别                        | 出场 | 进球 | 出场   | 进球   | 出场   | 进球   | 出场 | 进球 | 出场 | 进球 |
| --------------- | --------------------------- | --------------------------- | ---- | ---- | ------ | ------ | ------ | ------ | ---- | ---- | ---- | ---- |
| 狼队            | 2019–20                     | 英超                        | 0    | 0    | 0      | 0      | 0      | 0      | 0    | 0    | 0    | 0    |
| 狼队            | 2020–21                     | 英超                        | 0    | 0    | 0      | 0      | 0      | 0      | 0    | 0    | 0    | 0    |
| 狼队            | 总计                        | 总计                        | 0    | 0    | 0      | 0      | 0      | 0      | 0    | 0    | 0    | 0    |
| 狼队U23         | 2019–20英格兰足球联赛锦标赛 | 2019–20英格兰足球联赛锦标赛 | —    | —    | —      | —      | —      | —      | 1    | 0    | 1    | 0    |
| 北京国安 (租借) | 2021                        | 中超                        | 3    | 0    | 0      | 0      | —      | —      | 0    | 0    | 3    | 0    |
| 生涯总计        | 生涯总计                    | 生涯总计                    | 3    | 0    | 0      | 0      | 0      | 0      | 1    | 0    | 4    | 0    |

1. ↑  英格兰足球联赛锦标赛出场

## 相关链接
- Soccerway資料庫：何朕宇